# Tricharaea tenuis
Tricharaea tenuis är en tvåvingeart som först beskrevs av Wulp 1896.  Tricharaea tenuis ingår i släktet Tricharaea och familjen köttflugor. Inga underarter finns listade i Catalogue of Life.